# Cossyphicula isabellae
Pisco-montês ou cossifa-dos-camarões (Cossyphicula isabellae) é uma espécie de ave da família Muscicapidae.
Pode ser encontrada nos seguintes países: Camarões e Nigéria.
Os seus habitats naturais são: regiões subtropicais ou tropicais húmidas de alta altitude.